# Campionati austriaci di ski cross 2023
I Campionati austriaci di ski cross 2023 si sono svolti a Pitztaler Gletscher il 19 novembre del 2022. Il programma ha incluso sia la gara femminile che la gara maschile. 
Trattandosi di competizioni valide anche ai fini del punteggio FIS, vi hanno partecipato anche sciatori di altre federazioni, senza che questo consentisse loro di concorrere al titolo nazionale austriaca.

## Risultati

### Uomini
| Pos. | Atleta            | Nazione     |
| ---- | ----------------- | ----------- |
| 1    | Mathiaa Graf      | Austria     |
| 2    | Jonas Lehnerr     | Svizzera    |
| 3    | Florian Wilmsmann | Stati Uniti |
| 4    | Tristan Takats    | Austria     |
| 5    | Johannes Rohrweck | Austria     |

### Donne
| Pos. | Atleta            | Nazione  |
| ---- | ----------------- | -------- |
| 1    | Marielle Thompson | Canada   |
| 2    | Daniela Maier     | Germania |
| 3    | Sonja Gigler      | Austria  |
| 4    | Katrin Ofner      | Austria  |
| 5    | Abby Mcewen       | Canada   |
| 6    | Andrea Limbacher  | Austria  |